# 안나 카레니나
《안나 카레니나》(러시아어: А́нна Каре́нина)는 러시아의 작가 레프 톨스토이의 장편 소설이다. 1873년부터 집필을 시작했으며, 1875년부터 1877년까지 잡지 《러시아 통보》(러시아어: Ру́сский ве́стник 루스키 베스트니크[*])에 연재했다. 1878년에 단행본 초판이 발행됐다. 《전쟁과 평화》와 함께 톨스토이의 대표작이며, 현대에 이르기까지 지극히 높은 평가를 받고 있다.

## 줄거리
Мне отмщение, и аз воздам
원수 갚는 것이 내게 있으니 내가 갚으리라로마서 12:19, 에피그래프

Все счастливые семьи похожи друг на друга, каждая несчастливая семья несчастлива по-своему.
행복한 가정은 모두 비슷한 이유로 행복하지만 불행한 가정은 저마다의 이유로 불행하다.작품의 첫 구절

주된 무대는 1870년대의 러시아이다.
정부 고관 카레닌의 아내인 안나 카레니나는 오빠인 스테판과 그의 아내 다리야 간 일어난 부부싸움을 중재하기 위해서 모스크바에 왔다가 젊은 귀족인 장교 브론스키 백작과 만나 사랑에 빠진다.
지방의 순박한 지주 레빈은 스테판의 부인 돌리의 여동생 키티에게 구혼하지만, 브론스키와의 결혼을 기대하는 키티에게 거절당한다. 실의에 빠진 레빈은 영지로 돌아와, 농지 경영 개선에 열심히 힘쓴다. 그런데 브론스키는 안나와 사랑에 빠지게 되고, 그것을 계기로 키티는 병이 들어 버린다.
안나는 남편과 어린 외아들이 기다리는 페테르부르크로 돌아가지만, 브론스키는 안나를 쫓아간다. 두 사람의 관계는 급속히 깊어지지만, 그것을 안 카레이닌은 세간에 대한 체면 때문에 이혼에 응하지 않는다.

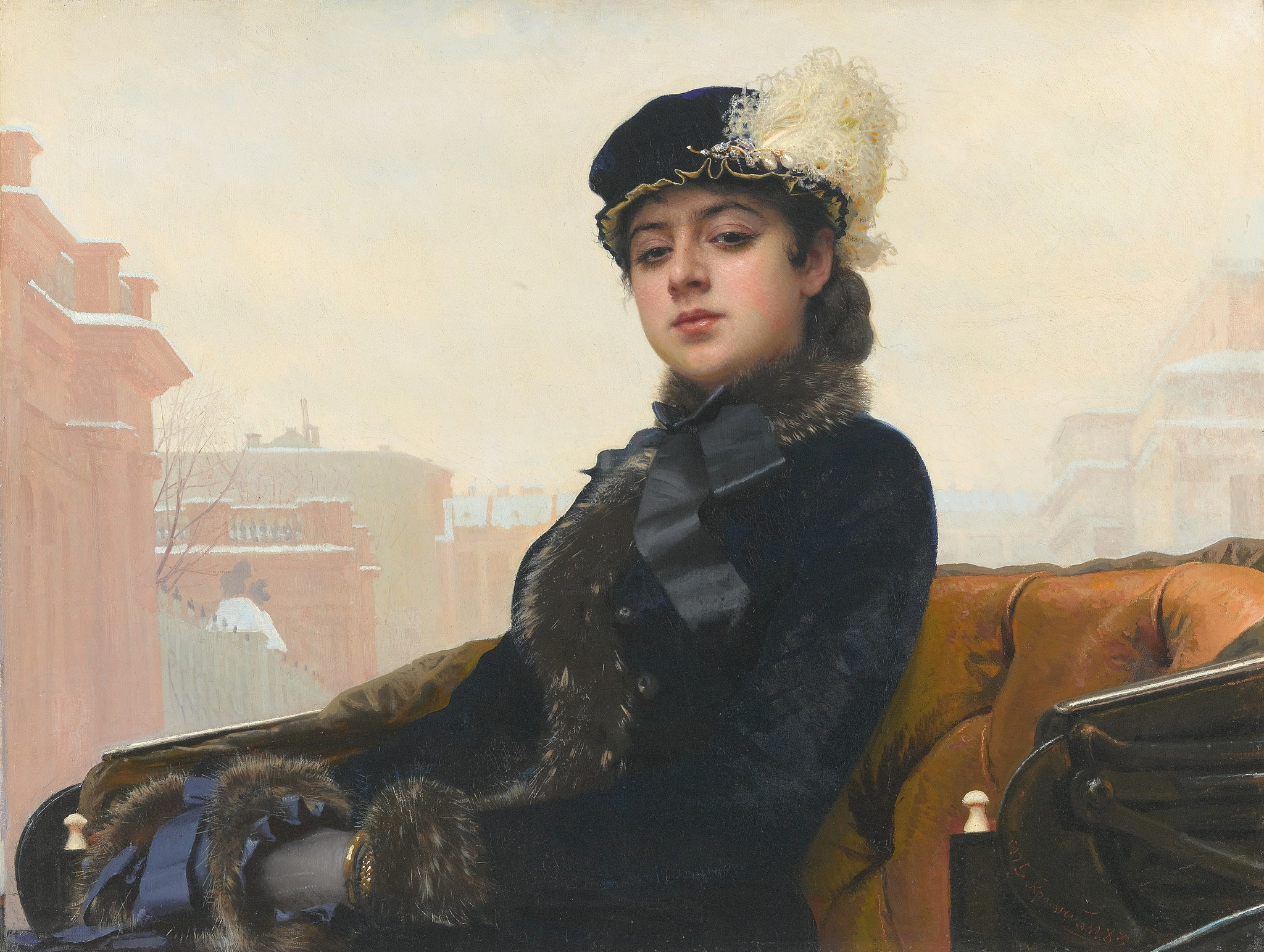
이반 크람스코이 작 "낯선 여인의 초상"(1883). 안나 카레니나를 이미지로 한 것이라고도 한다..

안나는 브론스키의 아이를 출산한 후, 사경을 헤매게 된다. 그 모습을 보면서 카레닌은 동정심과 관대한 태도로 안나를 용서한다. 그 관대함에 놀란 브론스키는 권총으로 자살을 시도하지만 미수에 그친다. 그 후 브론스키는 은퇴하고, 건강을 회복한 안나를 따라 외국으로 떠난다.
귀국한 안나는 브론스키와의 허락되지 않은 사랑 때문에 사교계에 들어가지 못하고, 브론스키의 영지에 머무르게 된다. 안나의 이혼은 카레이닌의 반대와 외아들을 빼앗길것이라는 안나의 우려 등으로 인해 좀처럼 진행되지 않는다. 자신의 처지에 불만인 안나와 시골에서 농장경영에 열중하면서 소일거리를 찾는 브론스키와는 점차 다투는 횟수가 늘어나고, 안나는 브론스키의 애정이 다른 여성으로 가버린 것은 아닐까하는 의심까지하게 된다. 마침내 절망한 안나는 열차에 몸을 던진다. 사는 목적을 잃은 브론스키는, 사비를 투자해 의용군을 편성하고, 터키와의 전쟁터를 향해 간다.
레빈은 병이 치유된 키티와 결혼해, 영지의 농촌에서 신혼 생활을 시작한다. 그리고 형의 죽음을 계기로 생기게 된 인생의 의의에 대해서도 끊임 없이 고민하게 된다. 하지만 레빈은 키티와 아이도 얻고 행복한 가정을 이끌면서, 사람은 타인이나 신을 위해서 살아야 할 것이라는 생각에 이른다.

## 주제
불륜이라는 신의 규칙을 깨는 행위에 빠진 안나는 불행한 결말을 맞이했다. 그러나 자신의 기분에 충실하게 산 안나를 같은 죄인인 인간이 재판할 수 없다. 허식으로 가득 찬 도시의 귀족 사회에서 죽음에 쫓기던 안나와 농촌에서 성실하고 정직하게 살며 신앙에 눈을 떠 행복을 붙잡은 레빈이 대비되고, 사람이 살아야 할 길이 나타나고 있는 작품이다..

## 수법
톨스토이는 리얼리즘의 거장 중 한 명으로 평가되며, 본 작품에서도 예민한 감성으로 등장인물의 육체나 행동 및 환경을 그리는 것을 통해 그 인물의 심리를 표현하는 작가 일류의 리얼리즘의 수법이 구사되고 있다. 그 적합한 묘사력에 더해 심리에 대한 깊은 통찰, 엄밀한 말의 선택 등이 수많은 등장인물의 개성을 선명하게 나누어 묘사한다. 또 수사학을 배제해 어의 그 자체를 분명히 하는 직재적인 문체가 이용되고 있다.

## 평가
One of the pinnacles of world literature.
세계 문학의 정점 중 하나.브리태니커 대백과사전

잡지에 발표한 당초부터 칭찬의 목소리가 넘쳐났다.. 도스토옙스키는 "예술적으로 완벽하고, 현대, 유럽의 문학 중, 무엇 하나 이것에 비견할 수 없을 듯한 작품이다.", 토마스 만은 "이러한 훌륭한 소설, 조금의 헛됨도 없이 단번에 읽게 만드는 서적, 전체의 구조도 세부의 마무리도 한 점 없는 결점이 어디에도 없는 작품"이라고 평가했으며, 레닌은 책이 닳아 떨어질 때까지 읽었다고 전해지고 있다. 구와바라 다케오는 "이전에 뵌 시가 나오야씨도 근대소설의 교과서라고 해도 좋다고 말했다"라고 발언했다.
2002년에는 노르웨이 북 클럽(Norwegian Book Club)이 선정한 '세계 문학 최고의 100권'(en:The 100 Best Books of All Time)으로 선택되었으며, 2007년에 간행된 '톱 텐: 작가가 선택하는 애독서'("The Top Ten: Writers Pick Their Favorite Books")에서는 현대 영미 작가 125명의 투표에 의해 세계 문학 베스트 10의 1위를 차지했다.

## 파생 작품

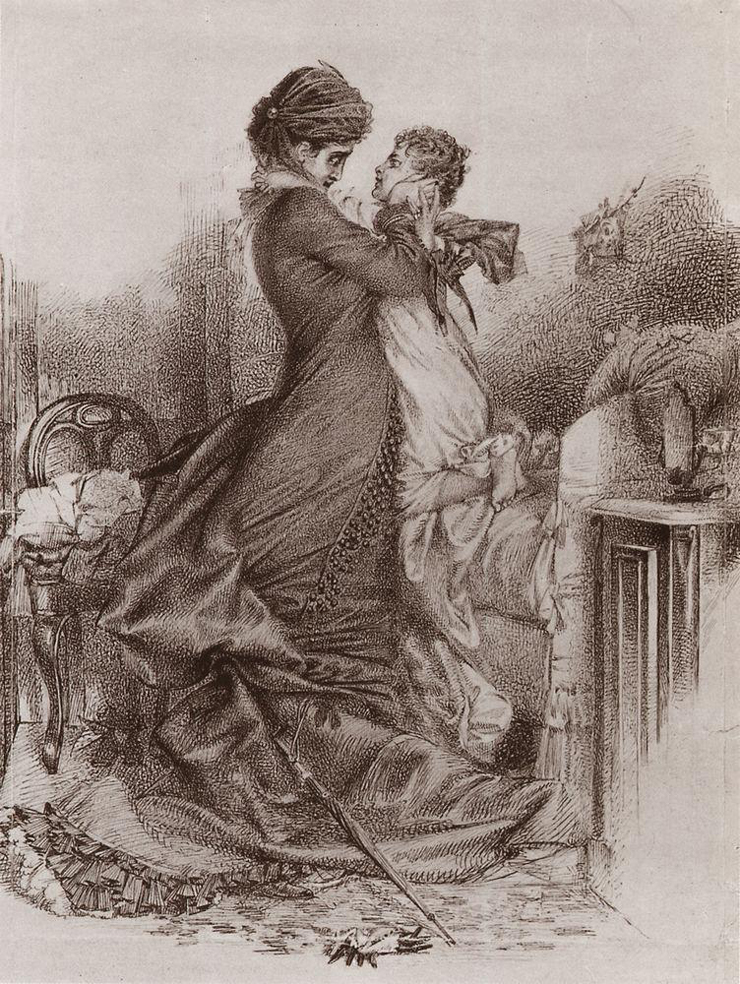
M. 브루벨이 그린 삽화 '아들과 재회하는 안나 카레니나'(1878년)

### 영화
이 작품은 약 10여 개국에서 30여 편의 작품으로 영화 및 텔레비전 방송화되었다.
- 안나 카레니나: 1911년 제작. 러시아제국. 무성영화. M. 소로흐티나 М. Сорохтина 주연. 모리스 몌트르 Морис Метр 감독.
- 안나 카레니나: 1914년 제작. 러시아제국. 무성영화. 마리야 게르마노바 Мария Германова 주연. 블라디미르 가르딘 Владимир Гардин 감독.
- 안나 카레니나: 1927년 제작. 미국. 무성 영화. 그레타 가르보 주연.
- 안나 카레니나: 1935년 제작. 미국. 그레타 가르보 주연.
- 안나 카레니나: 1948년 제작. 영국. 비비안 리 주연.
- 안나 카레니나: 1967년 제작. 소비에트연방공화국. TV방영 영화. 타티야나 사모일로바 Татьяна Самойлова 주연. 알렉산드르 자르히 Александр Зархи 감독.
- 안나 카레니나: 1974년 제작. 소비에트연방공화국. 발레 영화. 마이야 플리세츠키야 Майя Плисецкая 주연. 마르가리타 필리히나 Маргарита Пилихина 감독.
- 안나 카레니나: 1997년 제작. 미국. 소피 마르소 주연.
- 안나 카레니나: 2012년 제작. 영국. 키이라 나이틀리 주연.
- 안나 카레니나, 브론스키의 이야기 Анна Каренина. История Вронского: 2017년 제작. 러시아연방. 영화. 엘리자베타 보야르스카야 Елизавета Боярская 주연. 카렌 샤흐나자로프 Карен Шахназаров 감독.

### 뮤지컬
- 안나 카레니나: 1992년 미국 제작. 미국 초연.
- 안나 카레니나: 2016년 러시아 제작. 러시아 초연.
- 안나 카레니나: 2018년 러시아 제작. 한국 라이선스 초연. 옥주현, 정선아 주연.

### 발레
- 볼쇼이 발레단의 3막 발레 작품. 1972년 초연.

M. 플리세츠카야가 안무를 담당하고, 자신이 안나 역을 맡아 춤을 추었다. 음악은 남편인 R. 시체드린. 프리세트카야의 의상은 프랑스의 피에르 가르뎅이 담당했다.
- B. 에이프만 제작·안무의 2막 발레 작품. 2005년 8월 초연.

P. 차이코프스키의 악곡을 사용한 신작 발레.

### 연극
- 다카라즈카 가극단에 의한 연극. 2001년 초연, 2008년 재연. 각본, 연출: 우에다 케이코

|          | 2001년(유키구미) | 2008년(호시구미)            |
| -------- | ---------------- | --------------------------- |
| 브론스키 | 아사미 히카루    | 유메노 세이카·마히로 에리카 |
| 안나     | 곤노 마히루      | 아오노 유키·히사키 세아라   |
| 카레이닌 | 타카시로 게이    | 쿠레나이 유즈루·미야 루리카 |
| 코스체   | 다쓰키 요        | 이치조 아즈사·아오미 리마   |

- 극단 무로 슌 컴퍼니 2007년 초연, 2009년 재연. 각색, 연출: 무로 슌 출연: 다카하시 나오미, 이토 에리 외

## 같이 보기
- 안나 카레니나 법칙